# David Heinrich Müller

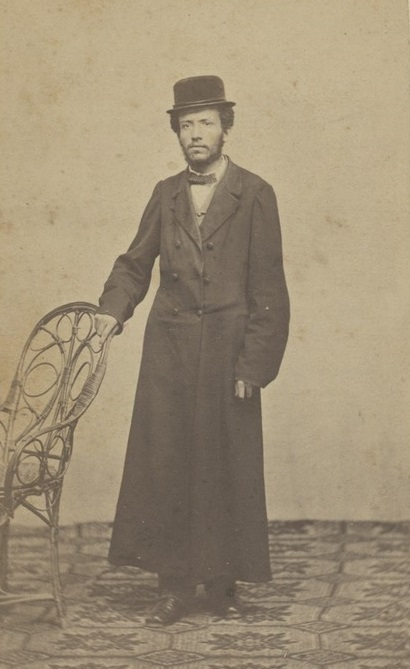
David Heinrich Müller, 1866

David Heinrich Müller (geboren 6. Juli 1846 in Buczacz, Galizien, Kaisertum Österreich; gestorben 21. Dezember 1912 in Wien) war ein österreichischer Orientalist, insbesondere Semitist und Arabist. Er lehrte als Professor für semitische Sprachen an der Universität Wien.

## Leben
Müller war ein Sohn des Buchhändlers und Talmudgelehrten Abraham Müller. Er erhielt zunächst Talmudunterricht bei seinem Vater, besuchte das Gymnasium in Buczacz und später in Czernowitz. Ab 1867 studierte er am jüdisch-theologischen Seminar in Breslau, wechselte aber 1869 an die Universität Wien, wo er zunächst Germanistik, Geschichte und Philosophie inskribierte, bevor er sich ab 1872 der Semitistik widmete. Ein prägender akademischer Lehrer war Eduard Sachau. 1873/74 wechselte er vorübergehend an die Universität Leipzig, um Vorlesungen bei Heinrich Leberecht Fleischer und Ludolf Krehl zu hören, 1874/75 lernte er an der Kaiser-Wilhelms-Universität Straßburg bei Theodor Nöldeke und Julius Euting. Zurück in Wien wurde er mit einer Arbeit über das Kitab al-Farq des al-Asmaʿi am 17. März 1875 zum Dr. phil. in Orientalischer Philologie promoviert.
Bereits im Jahr darauf habilitierte er sich und wurde zum Privatdozenten an der Universität Wien ernannt. Er studierte Handschriften in London und Oxford und reiste 1877 im Auftrag der „Gesellschaft zur Herausgabe der Annalen des at-Tabarī“ nach Istanbul. An der Universität Wien vertrat er die nach Sachaus Wechsel nach Berlin 1876 vakante Lehrkanzel für Semitische Sprachen (das umfasste Hebräisch, Aramäisch, Arabisch und Äthiopisch), wurde 1881 zum außerordentlichen und 1885 zum ordentlichen Professor ernannt. Müller war 1886 Mitbegründer des Instituts für Orientalistik an der Universität Wien und im Jahr darauf der Wiener Zeitschrift für die Kunde des Morgenlandes. Er arbeitete als Autor und Herausgeber wissenschaftlicher Werke und war auch an der von Georg Wissowa betreuten Realencyclopädie der classischen Altertumswissenschaft (RE) beteiligt. Daneben lehrte er auch an der 1893 gegründeten Israelitisch-Theologischen Lehranstalt in Wien, wo er Vorlesungen über Hebräisch und biblische Archäologie hielt.
1889 wurde er zum korrespondierenden, 1898 zum wirklichen Mitglied der Kaiserlichen Akademie der Wissenschaften in Wien gewählt. Im Jahr 1898/1899 leitete er eine Expedition nach Südarabien (Aden, Sokotra und Mehriküste). Dort sammelte er Material für seine grundlegenden Arbeiten über die zuvor kaum erforschten neusüdarabischen Sprachen Mehri und Soqotri. Mit seinen Schülern Eduard Glaser, Wilhelm Hein und Nikolaus Rhodokanakis begründete Müller die österreichische Schule der Südarabischen Studien. Neben den eben Genannten studierten auch die Semitisten Maximilian Bittner und Rudolf Geyer bei Müller. Im akademischen Jahr 1900/01 war er Dekan der Philosophischen Fakultät.
Seine Verdienste um die Orientalistik wurden mit der Ernennung zum k.u.k. Hofrat gewürdigt. Müller wurde einen Tag vor seinem Tod am 20. Dezember 1912 in den österreichischen persönlichen Adelsstand erhoben. Ein halbes Jahr später wurden seine Witwe Charlotte (geb. Horowitz) und seine beiden Söhne, der Jurist Stefan Müller und der Arzt Albert Müller, mit Diplom vom 29. Juli 1913 mit Namensmehrung „Edler von Deham“ ebenfalls in den österreichischen Adelsstand erhoben.

## Werke
- Südarabische Studien. Wien: Gerold 1877.
- Die Burgen und Schlösser Südarabiens nach dem Iklîl des Hamdânî. Wien: Gerold 1879–1881.
- Sabäische Denkmäler (zus. mit Johannes H. Mordtmann). Wien: Gerold 1883.
- Epigraphische Denkmäler aus Arabien. Wien: Tempsky 1889.
- Die altsemitischen Inschriften von Sendschirli. Wien: Hölder 1893.
- Epigraphische Denkmäler aus Abessinien. Wien 1894.
- Ezechielstudien. Berlin: Reuther & Reichard 1895.
- Die Propheten in ihrer ursprünglichen Form. Wien: Hölder 1896.
- Südarabische Alterthümer. Wien: Hölder 1899.
- Die Mehri- und Soqotri-Sprache I-III. Wien: Hölder 1902, 1905, 1907.